# 豪伊杜豪德哈茲

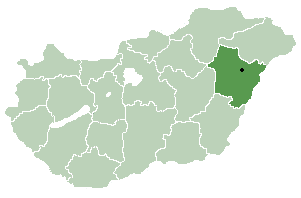

豪伊杜豪德哈茲是匈牙利的城鎮，位於該國東部，由豪伊杜-比豪爾州負責管轄，面積87.81平方公里，該地區自紅銅時代已有人類居住，2011年人口12,409。

## 友好城市
- 乌克兰贝雷霍韦
- 羅馬尼亞Joseni（英语：Joseni）
- 波蘭克拉希尼克
- 羅馬尼亞薩隆塔
- 芬兰錫林耶爾維
- 特罗吉尔

47°41′N 21°40′E / 47.683°N 21.667°E